# Unus pro omnibus, omnes pro uno

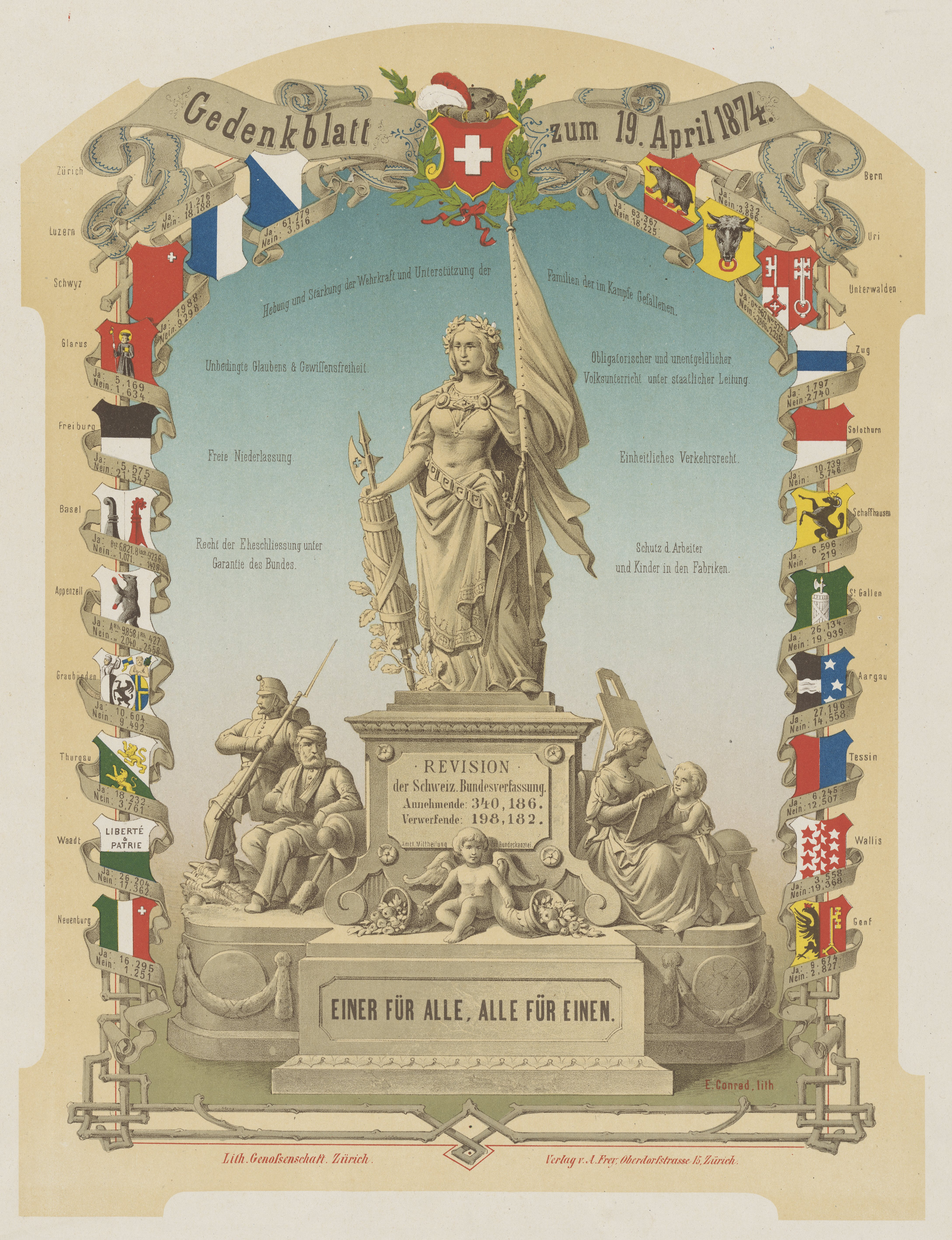
Image commémorant la révision de la Constitution de la Suisse le 19 avril 1874 par E. Conrad, autour de 1874. La devise est inscrite (en allemand) sur le socle de la statue.

Unus pro omnibus, omnes pro uno est une locution latine qui signifie « Un pour tous, tous pour un » en français. Elle est la devise traditionnelle (bien que non officielle) de la Suisse et une déformation de la devise apocryphe des Trois Mousquetaires d'Alexandre Dumas.

## Usages antérieurs
En 1594, William Shakespeare utilise la forme "one for all, or all for one" dans son poème Le Viol de Lucrèce, relatant cet épisode de l'histoire de Rome, avec les vers suivants : 
« The aim of all is but to nurse the life

With honour, wealth and ease, in wayning age;

And in this aim there is such thwarting strife,

That one for all, or all for one we gage:

As life for honour, in fell battles rage;

Honour for wealth; and oft that wealth doth cost

The death of all, and all together lost. »
— William Shakespeare
, The Rape of Lucrece

« Notre but à tous est de maintenir notre existence 

jusqu’à la vieillesse dans l’honneur, l’aisance et le bien-être ; 

et à ce but nous rencontrons de tels obstacles 

que nous risquons toujours quelque chose pour tout, tout pour quelque chose.

Tel risque sa vie pour l’honneur dans la furie terrible des batailles, 

tel autre son honneur pour la richesse ; et souvent cette richesse même 

entraîne la mort et la perte de tout. »
— François-Victor Hugo, Le Viol de Lucrèce
Bien que la traduction de "one for all, or all for one" suggère alors plus des biens matériels que l'entraide, cet usage dans un poème qui a été un grand succès dès sa publication a pu contribuer à répandre l'usage de la locution. 
En 1618, dans un rassemblement entre les chefs des communautés Bohême, Catholiques, et Protestantes, qui eut pour résultat la troisième défenestration de Prague (en), un représentant des Protestants lut une lettre en ces termes : 
« As they also absolutely intended to proceed with the execution against us, we came to an unanimous agreement among ourselves that, regardless of any loss of life and limb, honor and property, we would stand firm, with all for one and one for all... nor would we be subservient, but rather we would loyally help and protect each other to the utmost, against all difficulties." »
— 

« Dans la mesure où ils ont absolument l'intention de nous voir exécuter, nous sommes parvenus à un accord unanime entre nous que, quoi qu'il en coûte en vie ou en membres, en honneur et en biens, nous demeurerons résolus, avec tous pour un et un pour tous... sans pour autant nous soumettre, mais en nous aidant loyalement et en nous protégeant mutuellement jusqu'à la dernière extrémité, contre tous les obstacles. »

## Devise traditionnelle de la Suisse

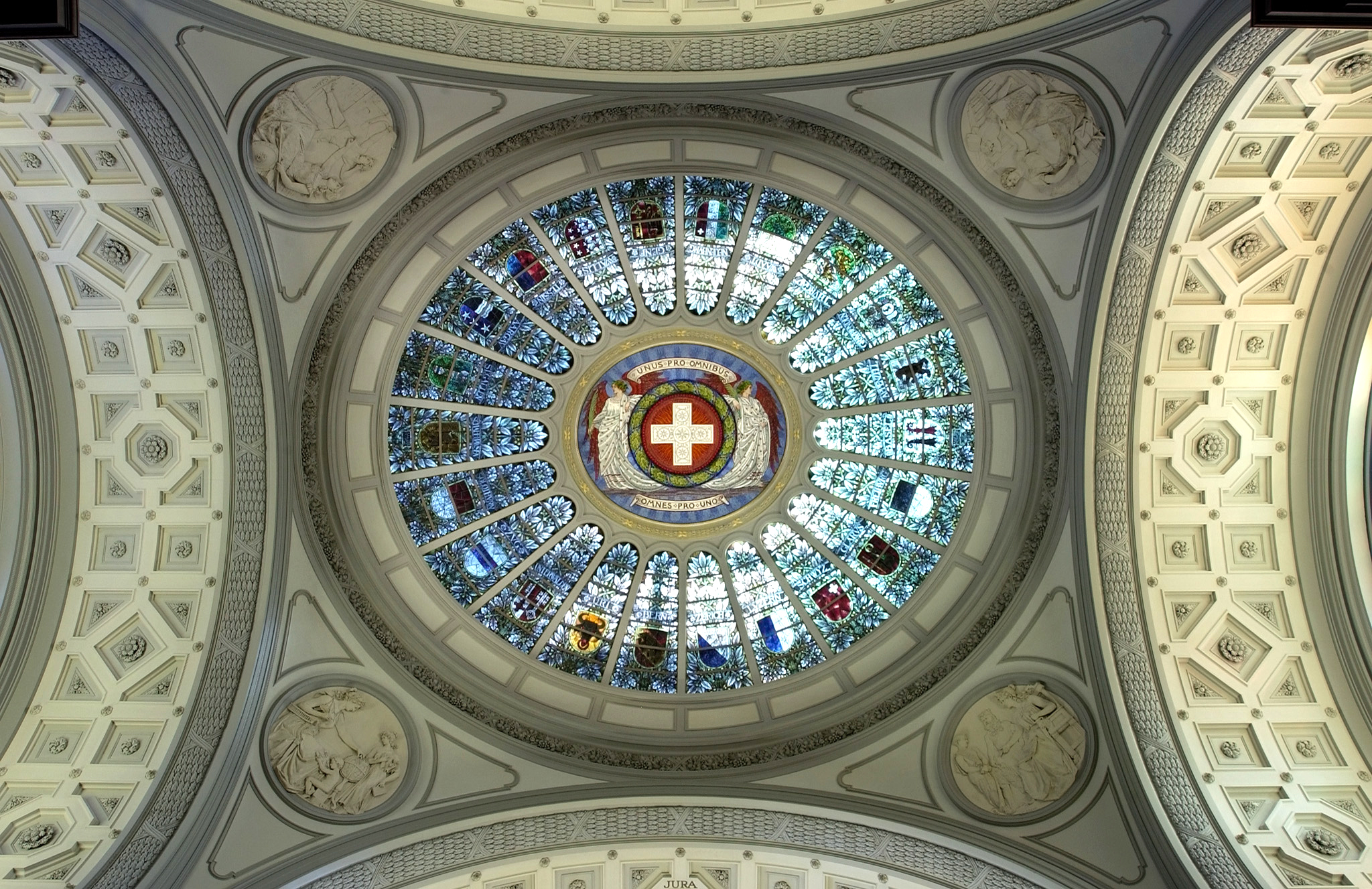
Dôme du Palais fédéral, sous la partie centrale duquel est inscrite la devise.

La Suisse n'a pas de devise officielle définie dans sa constitution ou une autre loi. Cette phrase, dans ses traductions allemande (Einer für alle, alle für einen), française (Un pour tous, tous pour un) et italienne (Uno per tutti, tutti per uno) et romanche (In per tuts, tuts per in) commence à se répandre au XIXe siècle. Après que des pluies diluviennes ont causé de nombreuses inondations dans les Alpes à la fin septembre et au début octobre 1868, les autorités lancèrent une campagne d'aide utilisant ce slogan, dans le but délibéré de stimuler un sentiment de solidarité et d'unité nationale au sein de la population de la jeune nation, la Suisse n'étant devenue un État fédéral que 20 ans auparavant, et les blessures de la guerre du Sonderbund de 1847 n'étant pas encore toutes cicatrisées. Des publicités furent publiées dans les journaux de toutes les régions de Suisse appelant la population à faire des dons.
Cette phrase fut dès lors de plus en plus associée aux mythes fondateurs de la Suisse, qui sont également souvent centrés sur le thème de la solidarité, à tel point qu'en 1902, quand le palais fédéral fut construit, la phrase latine Unus pro omnibus, omnes pro uno fut inscrite dans la coupole du palais.
Depuis lors, cette locution est considérée comme étant la devise du pays. Bien qu'elle ne soit pas largement répandue dans la population, des politiciens de tous partis et de toutes régions la reconnaissent et l'utilisent comme devise du pays,,,,.

## Les Trois Mousquetaires
« Un pour tous, tous pour un » est la devise traditionnellement associée aux héros du roman Les Trois Mousquetaires d'Alexandre Dumas père, paru en 1844. Sa postérité déborde largement du cadre de la littérature. En réalité, il s'agit d'une citation apocryphe puisqu'elle n'apparaît jamais sous cette forme dans le roman, mais deux fois de suite au chapitre 9 sous la forme « tous pour un, un pour tous ». Dans Le vicomte de Bragelonne, leur fin sera marquée par cette devise même si elle n'est pas rappelée 
. ¨Porthos sacrifie sa vie pour sauver Aramis. celui-ci en exil écrit à D'Artagnan et à Athos pour leur annoncer la mort de leur ami commun fin 1661. Athos meurt, séparé de ses trois amis. Il trépasse à l'annonce de son fils Raoul. D'Artagnan assiste aux obsèques de chacun de ses deux vieux compagnons. Quatre ans après, en février 1666, D'Artagnan et Aramis se retrouvent quelques jours à Blois. Le premier, en quittant le second, s'écrie : « Aimons-nous pour quatre...nous ne sommes plus que deux. » D'Artagnan agonise quelques mois plus tard à la guerre en Hollande en pensant à ses trois amis. Il murmure : « Athos, Porthos au revoir. Aramis, à jamais adieu ! » 
Le 30 novembre 2002, Alexandre Dumas est inhumé au Panthéon. Son cercueil, porté par six Gardes Républicains depuis le cimetière de son village natal de Villers-Cotterêts, était drapé d'un velours bleu marqué de la fameuse devise du roman.
Cette devise est détournée dans le film La Folie des grandeurs, où des grands d'Espagne — camarilla de « mousquetaires ratés » doublés de comploteurs impénitents — jurent à l'unisson : « Un pour tous, chacun pour soi ! »

## Syndicats et autres
En 1900, le Syndicat de l’épicerie française achète un terrain au 12, rue du Renard (4e arrondissement de Paris) pour y bâtir un immeuble dû aux architectes Édouard Bauhain et Raymond Barbaud. La façade de cet immeuble comporte les inscriptions TOUS POUR UN et UN POUR TOUS. 

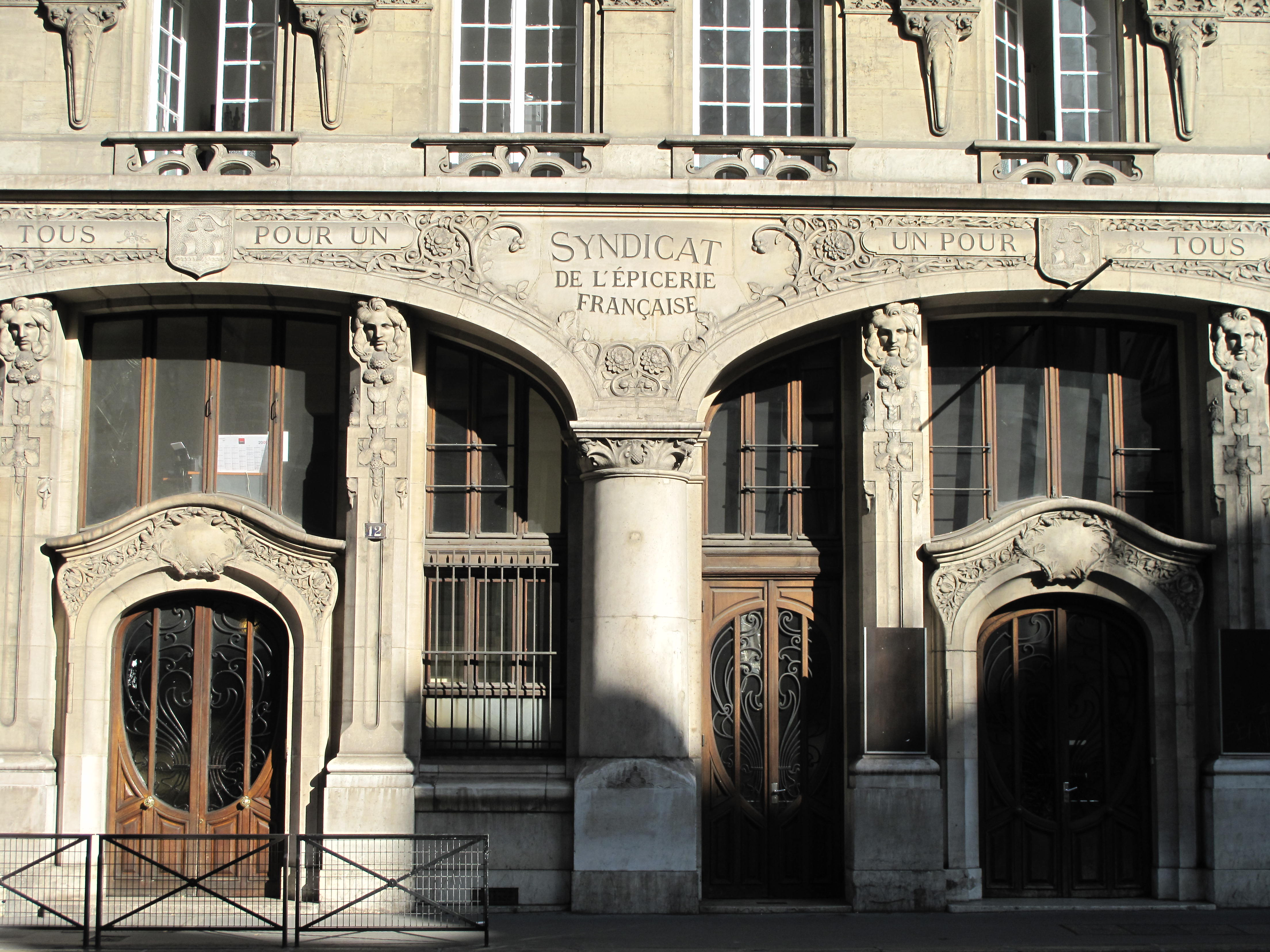
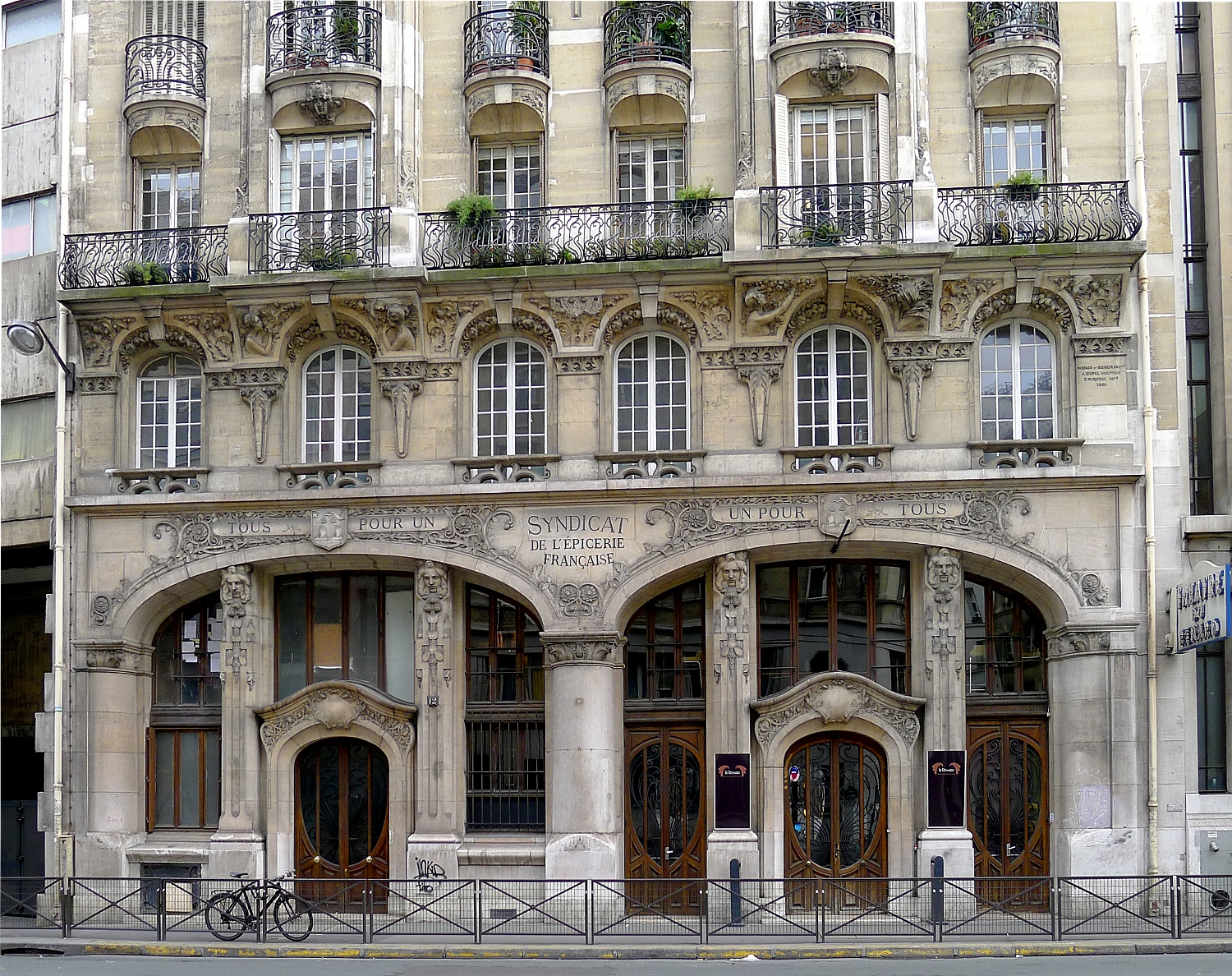
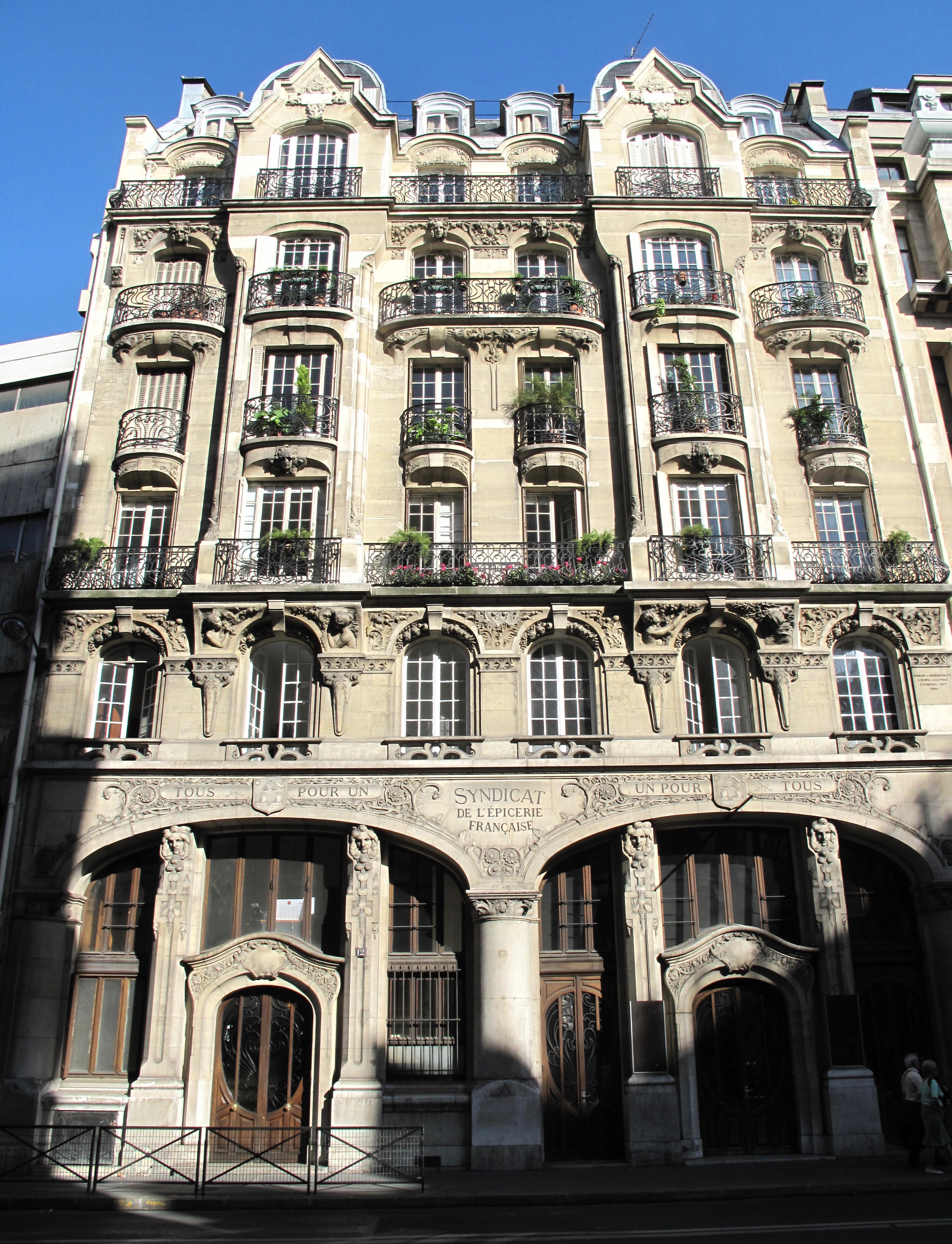

La « Maison du Peuple de Saint-Malo » a été édifié en 1920 à Saint-Malo (Ille-et-Vilaine) sur les plans d’Edmond Eugène Mantrand et comporte les inscriptions UN POUR TOUS et TOUS POUR UN sur sa façade. 

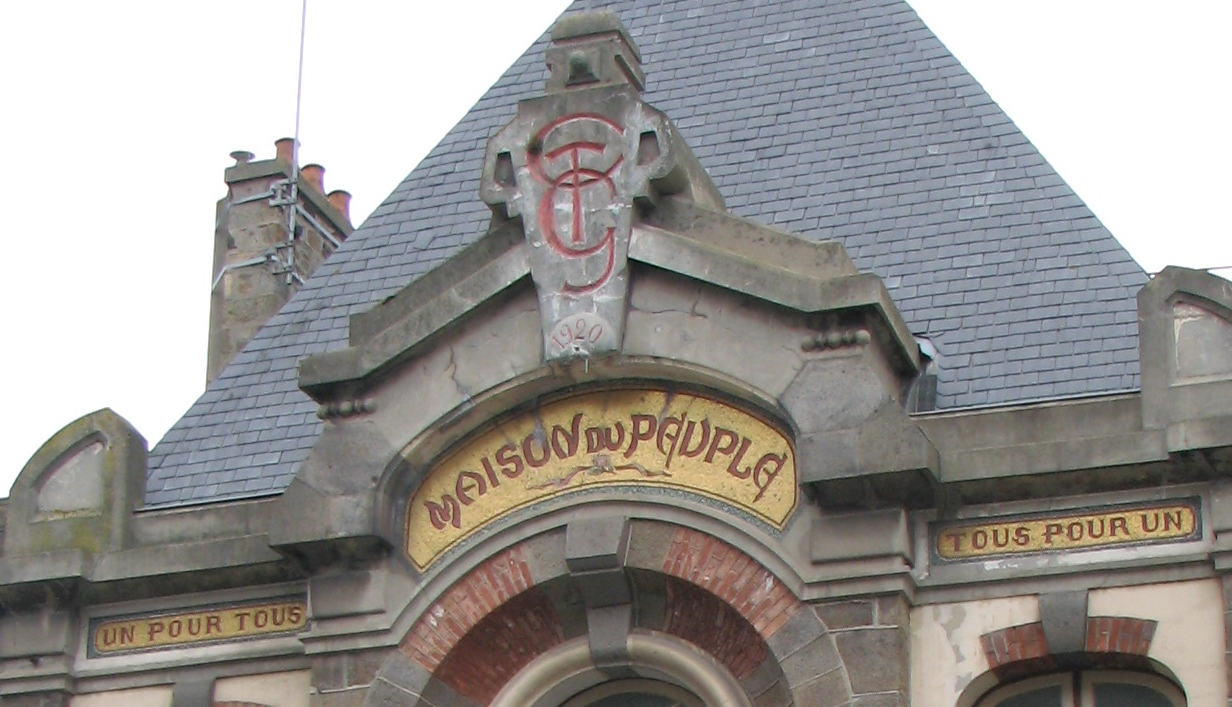
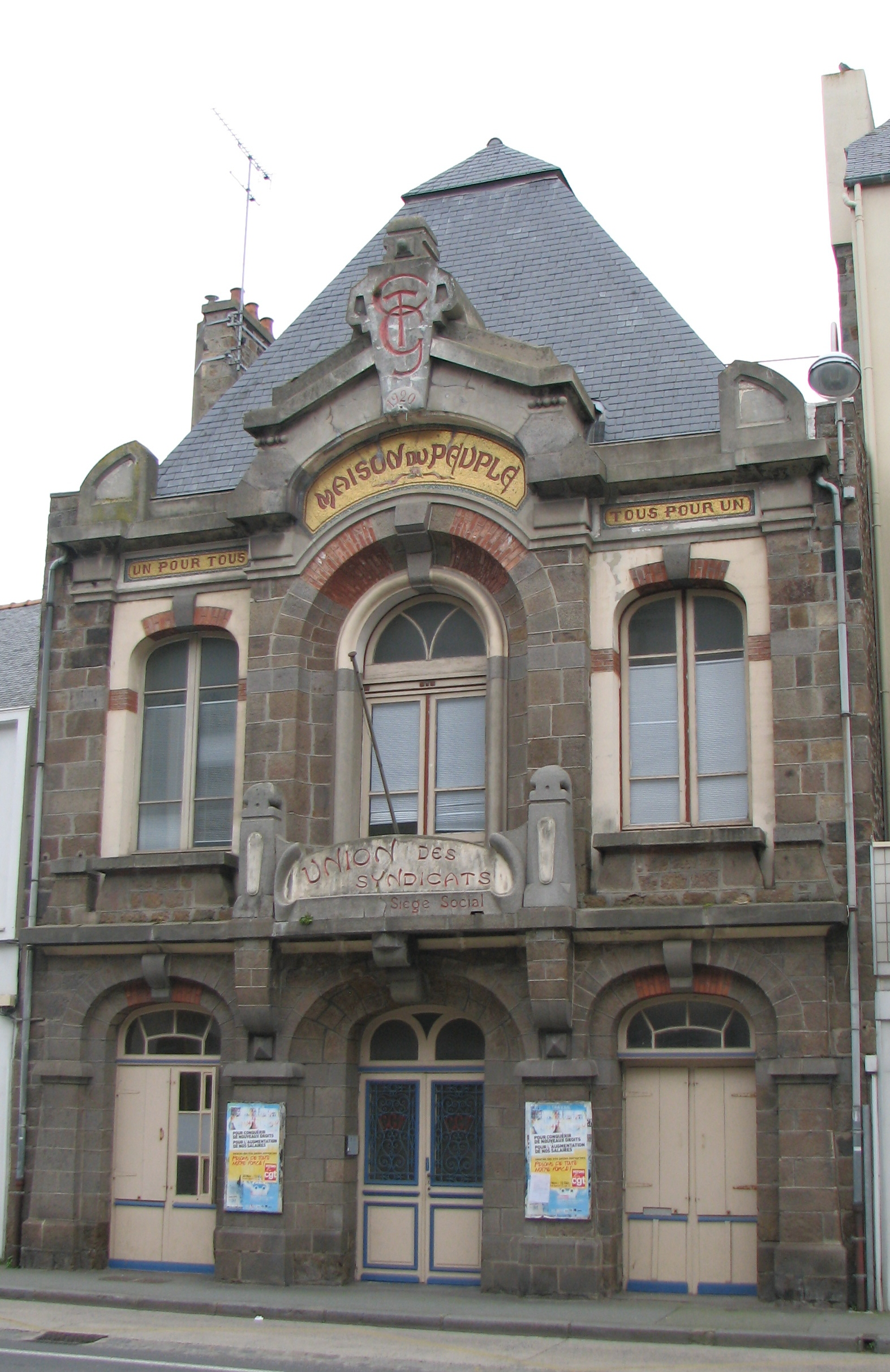

## Rugby au Japon
Au Japon, sous sa forme anglaise One for All, All for One, la devise est traditionnellement liée au rugby.

## Analyse
Selon l'ODIS (Organisation du dialogue et de l'intelligence sociale), Un pour tous marque la responsabilité de chacun envers tous, de l'engagement personnel envers le collectif. Tous pour un marque la solidarité du collectif envers chacun, que personne n'est laissé de côté.